# Idioma ruteno

La frase "рꙋскй єзыкь" [Idioma ruteno] del Estatuto de Lituania. 1588

El ruteno (también conocido como ucraniano antiguo o bielorruso antiguo; en ruteno: руский языкъ, no confundirse con el autoglotónimo del ruso), es un término usado para denominar las distintas variedades del eslavónico oriental habladas en el Gran Ducado de Lituania y más tarde en los territorios eslavo-orientales de Polonia-Lituania. En bielorruso se conoce como lengua bielorrusa antigua (en bielorruso: старабеларуская мова). En ucraniano se conoce como lengua literaria ucraniana antigua (en ucraniano: староукраїнська літературна мова) o ruteno (Rutenśka – рутенська). En ruso se denomina lengua rusa occidental escrita (del ruso: западнорусский письменный язык).
Los investigadores no se ponen de acuerdo en si el ruteno es un idioma diferenciado o un dialecto occidental del antiguo eslavónico oriental, pero en lo que sí están de acuerdo es en que tienen una estrecha relación en su origen. El antiguo eslavo oriental era el idioma coloquial del Rus de Kiev, entre los siglos X y XIII. Puede considerarse el predecesor de los modernos idiomas  bielorruso, rusino, ruso y ucraniano.

## Nomenclatura

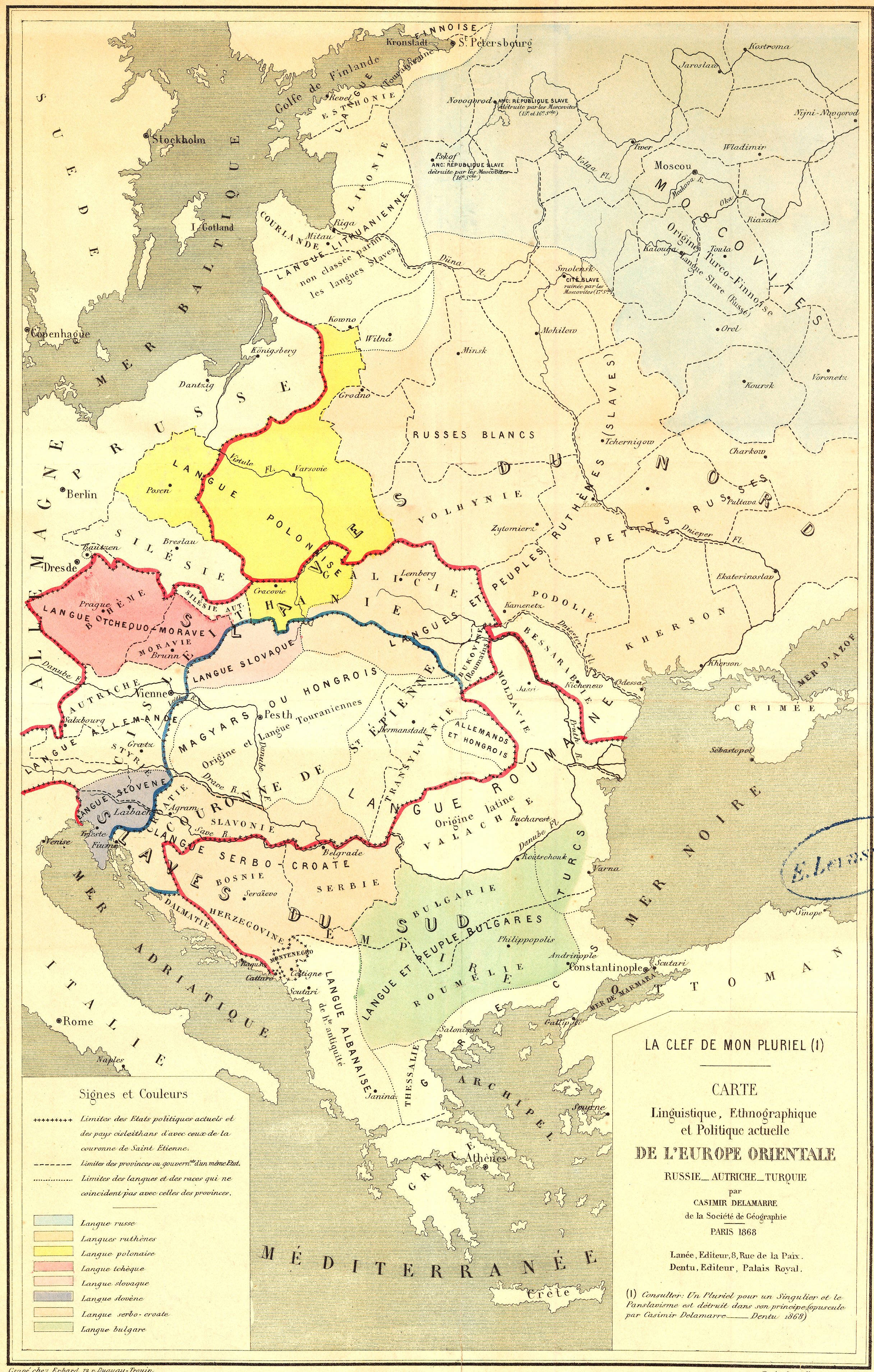
1868 mapa lingüístico, etnográfico y político de Europa del Este por Casimir Delamarre
Rutenos y idioma ruteno

El ruteno siempre estuvo en un estado de diglosia frente al eslavo eclesiástico, y era y aún es a menudo llamado prosta(ja) mova, literalmente “lengua simple”. Las fuentes contemporáneas raramente esbozan alguna distinción entre el ruteno de Lituania, y el ruteno del Principado de Vladímir-Súzdal.
Nombres en uso antiguamente:
- Ruteno (antiguo bielorruso: руски езыкъ) — por los contemporáneos de la época, pero generalmente no usado en Moscovia.
  - (variante) Ruteno simple o habla simple (antiguo bielorruso: простый руский (язык) o простая молва) — publicado por Grigori Jodkévich (siglo XVI)
- Lituano (ruso: литовский язык) — posiblemente de uso exclusivo en Moscovia. Utilizado por Lavrenti Zizany (finales del siglo XVI y por Pamva Byerynda (1653).

Nombres de uso moderno:
- (Antiguo) Ruteno – nombre colectivo moderno, que abarca tanto al antiguo bielorruso como al antiguo ucraniano; predominantemente usado en el siglo XX, en investigaciones lituanas, así como muchas polacas o trabajós académicos publicados en inglés.
- (Antiguo) Ruso Occidental, bien como idioma o como dialecto (ruso: (древний) западнорусский язык) — usado principalmente por los partidarios de la fase proto-rusa, especialmente desde finales del siglo XIX, como por ejemplo Yefim Karskiy y Alekséi Shájmatov.

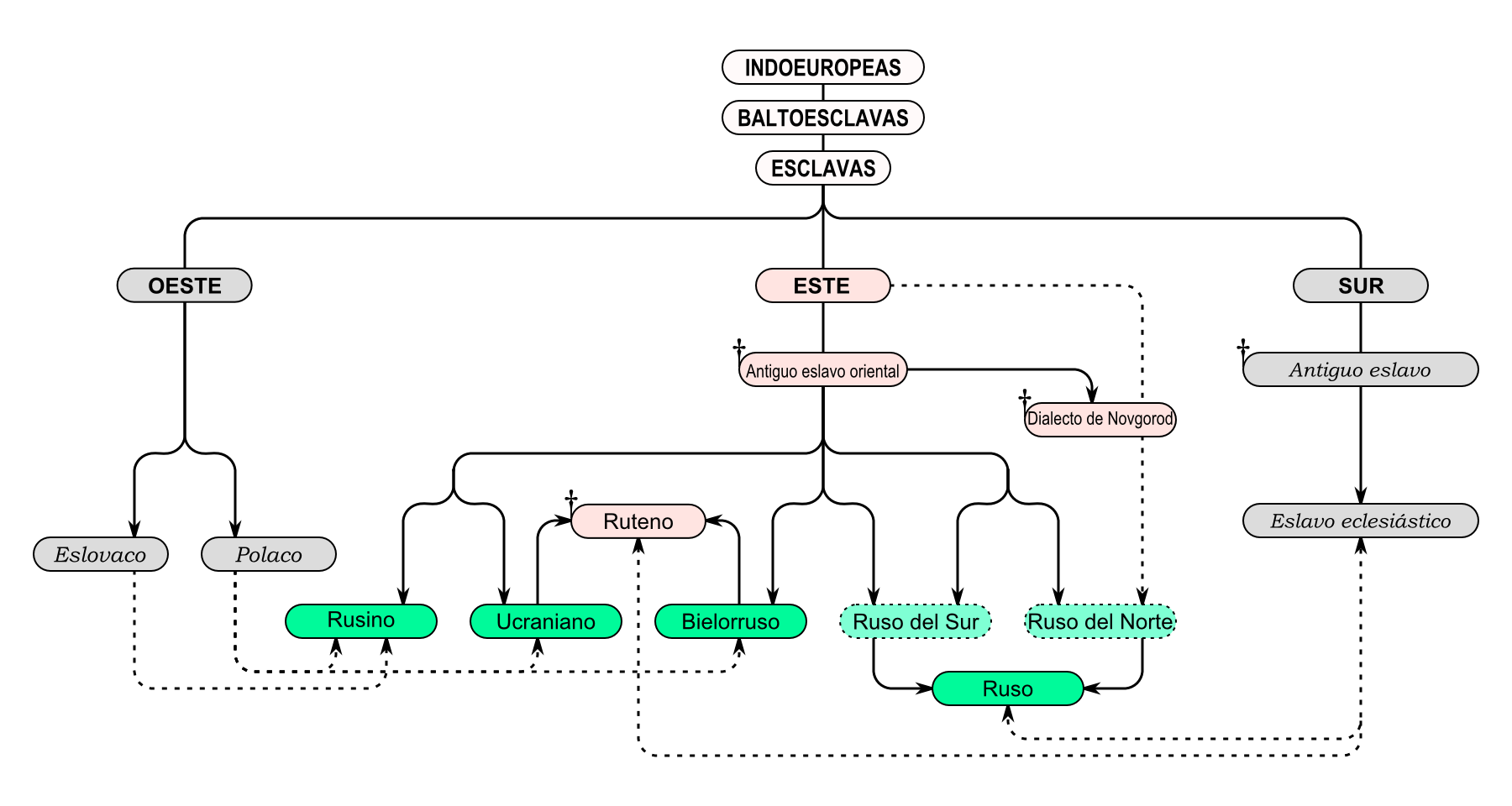
Árbol genealógico de las lenguas eslavas orientales

- (Antiguo) (idioma) bielorruso – usado rara vez en Moscovia. La denominación de (idioma) bielorruso (ruso: белорусский (язык)) se refiere tanto al siglo XIX como al idioma medieval usado en los trabajos del siglo XIX de los investigadores rusos Fiódor Busláyev, Ogonovskiy, Zhitetskiy, Sobolevskiy, Nedéshev, Vladímirov y los nacionalistas bielorrusos como Yefim Karskiy.
- Lituano-ruso (ruso: литовско-русский) — en el siglo XIX por los investigadores Keppen, el arzobispo Filaret, Sájarov, Kartáyev, etc.
- Lituano-eslavonico (ruso: литово-славянский) — en el siglo XIX por el investigador Baranovski.[4]
- Ruso-polaco o dialecto polaco – Shtritter, el investigador polaco Samuel Bogumil Linde, por el escritor polaco Wisniewski. Hay que recalcar que la definición ha sido usada en referencia a la traducción de la biblia de Francysk Skaryna.

Es destacable el hecho que el ISO/DIS 639-3 y el código actual SIL para los idiomas que documentan el nombre "русин (rusýn)" simplemente lo nombran como “Rutenian” en inglés ("ruthène" en francés o “ruteno” en castellano) en vez de “Modern Rutenian”: este código se asigna al Idioma rusino.

## Divergencia entre el idioma ruteno literario y el ruso literario

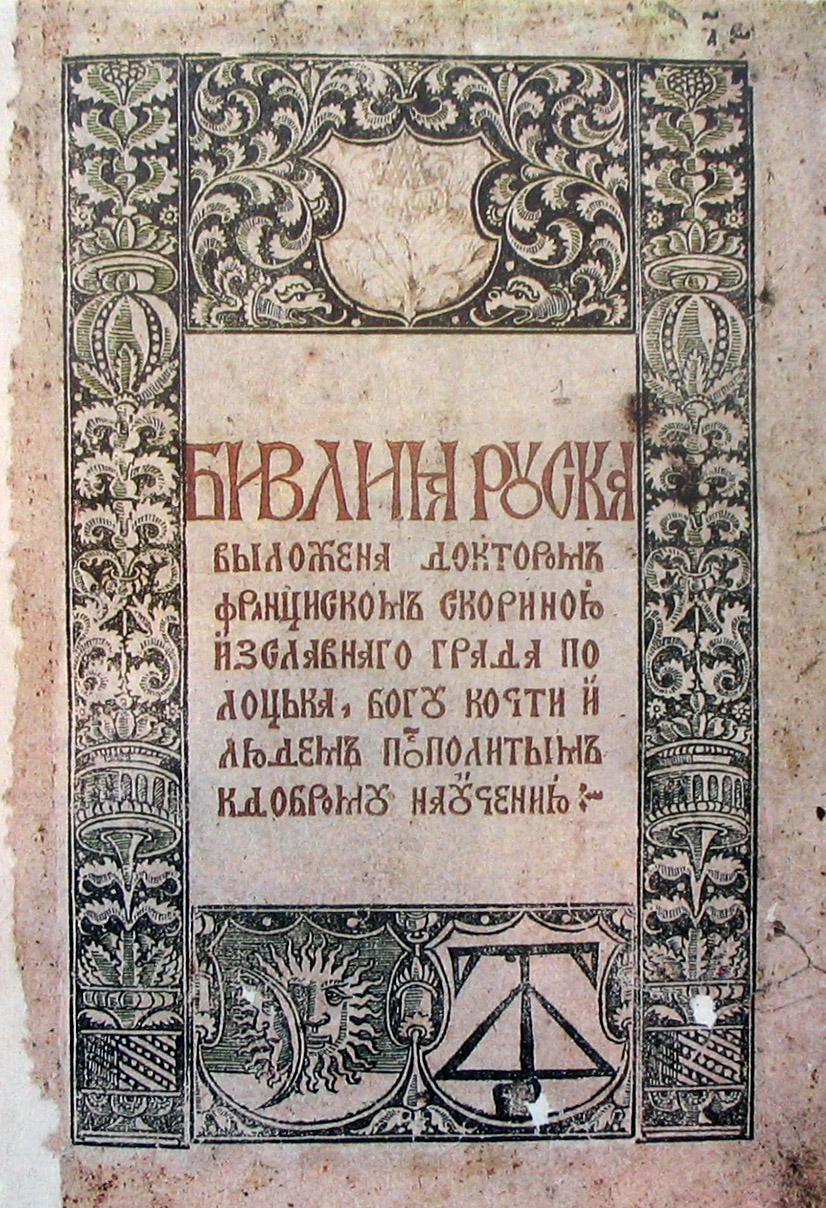
Biblia Ruska («Библия руска») de Francysk Skaryna

Con la gradual liberación del Este de Europa del “yugo tártaro” en el siglo XIV, se originaron cuatro principados que adoptaron el nombre de Gran Ducado. Dos de ellos empezaron a reunir los territorios eslavos del este: uno era Moscú y el otro Vilna. Esto tuvo como resultado la creación de dos entidades eslavo-orientales principales: el Gran Ducado de Moscú, que posteriormente evolucionó en el Imperio ruso, y el Gran Ducado de Lituania, que con posterioridad formó con Polonia la unión de Polonia-Lituania.
Lingüísticamente ambos estados continuaron usando sus variedades regionales del lenguaje literario de la Rus de Kiev, pero debido a la gran influencia polaca en el oeste, y la influencia de la iglesia eslavónica en el este, gradualmente se desarrollaron dos idiomas literarios distintos: el ruteno en el este de la unión lituano-polaca, y el (antiguo) ruso en el principado de Moscovia.
Ambos habitualmente recibían el nombre de “ruskiy” (de la “Rus” ) o “eslovenski” (eslavónico); solo cuando la diferencia entre el lenguaje literario de Moscovia y el de Lituania se hizo necesaria, el primero se pasó a llamar “moskovski” (moscovita) (y en casos muy raros, el segundo “litovski”, lituano). 
La divergencia lingüística quedó confirmada con la necesidad de traductores en la celebración en el siglo XVII de las negociaciones durante el Tratado de Pereyáslav, entre Bogdán Jmelnitski, dirigente cosaco de la Sich de Zaporozhia y el estado ruso.

## Continuación de la influencia polaca

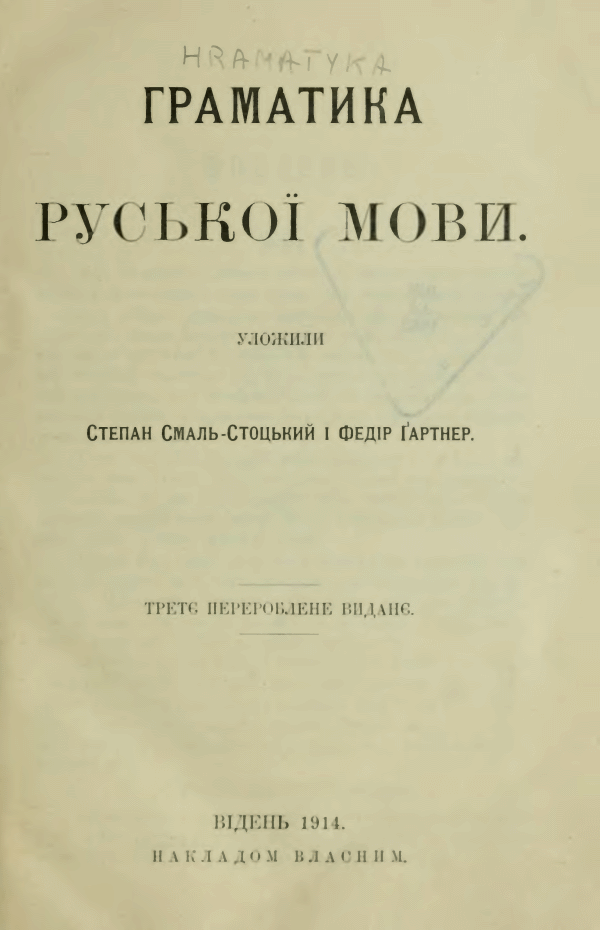

Desde la Unión de Lublin en 1569, los territorios del sur del Gran Ducado de Lituania pasaron a administración directa de la corona polaca, mientras que el norte retenía cierta autonomía. Es posible que esto influyese en el resultado en la diferenciación con respecto al estatus del idioma ruteno como lengua oficial, y la intensificación de la influencia polaca sobre el ruteno. Sin embargo, ambas partes de la Mancomunidad estaban habitadas por polacos orientales, permaneciendo el ruteno como lingua franca, y en ambas partes fue gradualmente reemplazado por el polaco como idioma literario, de polémicas religiosas o para documentos oficiales.

## Nuevos idiomas nacionales
Con el inicio del romanticismo a principios del siglo XIX, aparecieron el bielorruso literario y el ucraniano literario, descendientes de los dialectos populares hablados y poco influidos por la literatura rutena. Sin embargo, Rusia retuvo parte del lenguaje eslavo eclesiástico como “vocabulario culto”, por lo que hoy en día las diferencias léxicas más importantes entre el ruso de una parte, y el bielorruso y ucraniano de otra, son la mayor integración de eslavonismos en la primera, y de polonismos en las segundas.
La división entre la literatura rutena y sus lenguas literarias sucesoras se ve reflejada en el diseño moderno de las ortografías bielorrusa y ucraniana.
La interrupción de la tradición literaria fue especialmente drástica en Bielorrusia: En Polonia-Lituania, el polaco mayormente reemplazó al ruteno como idioma administrativo y literario. Por eso, el bielorruso sólo sobrevivió en el habla popular rural sin casi ninguna tradición escrita hasta mediados del siglo XIX.
En contraste con los bielorrusos y los ucranianos orientales, los ucranianos occidentales que vivían en el Imperio austrohúngaro retuvieron no solo el nombre de ruteno, sino que también muchos de sus elementos eslavónicos eclesiásticos. Para evitar confusiones, en inglés y en otros idiomas estos ucranianos se denominan usualmente con la forma transliterada del nombre primitivo: rusinos.
En 1800 la lengua literaria rutena evolucionó en tres lenguas literarias modernas. Para más información, véase idioma bielorruso, idioma rusino e idioma ucraniano.